# Efrem (Milutinović)
Efrem, imię świeckie Mile Milutinović (ur. 1944 w Busnovich k. Prijedoru) – serbski biskup prawosławny.

## Życiorys
Po ukończeniu nauki w gimnazjum wstąpił jako posłusznik do monasteru Rača. Przeszedł następnie do klasztoru Liplje i tam w 1967 złożył wieczyste śluby mnisze. W latach 1967–1971 uczył się w seminarium duchownym Trzech Świętych Hierarchów przy monasterze Krka. Po uzyskaniu dyplomu końcowego został skierowany na wyższe studia teologiczne na Moskiewskiej Akademii Duchownej.
Po powrocie z Moskwy zamieszkał na stałe w monasterze Krka, był również wykładowcą miejscowego seminarium. Trzy lata później, w 1978, został nominowany na biskupa morawickiego, wikariusza eparchii belgradzkiej. Chirotonię biskupią przyjął 17 września tego samego roku w soborze św. Michała Archanioła w Belgradzie, z rąk patriarchy serbskiego Germana, biskupa žickiego Stefana oraz biskupa dalmackiego Mikołaja. Dwa lata później został ordynariuszem eparchii banjaluckiej.
Znacząco przyczynił się do odbudowy świątyń w Bośni po zniszczeniach z okresu II wojny światowej, Niezależnego Państwa Chorwackiego, a następnie wojny w Bośni i Hercegowinie. Wyświęcił 126 nowych cerkwi i przeprowadził remonty 38 z nich.